# Горягин, Павел Михайлович
Павел Михайлович Горягин (08.04.1932 — 15.02.2015) —  капитан-бригадир рыбколхоза «15 лет Октября» Цимлянского района Ростовской области, полный кавалер ордена Трудовой Славы (1986).

## Биография
Родился 8 апреля 1932 года в селе Нижний Мамон ныне в Верхнемамоновском районе Воронежской области.
В 16 лет окончил вечернюю школу в станице Цимлянской Ростовской области. С 1948 по 1954 годы работал бакенщиком на Нижнедонском техучастке Константиновска.
С 1955 по 2001 годы - в рыбколхозе «15 лет Октября» Цимлянского района: помощник капитана, капитан-бригадир. Ещё в детстве, досконально изучив окрестности Дона, его колена и перекаты, на всю жизнь запомнил все глубины и мели, коряги и быстрые течения. Хорошо зная потайные места обитания леща, судака и тарани, получал богатые уловы. За 40 лет работы в рыбколхозе многим ученикам передал азы рыбацкого искусства.
Указами Президиума Верховного Совета СССР от 4 мая 1975 года и от 17 марта 1981 года награждён орденами Трудовой Славы 3-й и 2-й степеней.
Указом Президиума Верховного Совета СССР от 17 февраля 1986 года Горягин Павел Михайлович награждён орденом Трудовой Славы 1-й степени. Стал полным кавалером ордена Трудовой Славы.
Почётный гражданин Цимлянского района.
Жил в Цимлянске. Умер 15 февраля 2015 года, похоронен в Цимлянский район Ростовской области.

## Награды
Награждён орденами Трудовой Славы 1-й, 2-й, 3-й степеней: 3 ст. 04.05.1975 № 66496
2 ст. 17.03.1981 № 5260
1 ст. 17.02.1986 № 194
- медалями[1].

## Память
На аллее Героев Цимлы в городе Цимлянск Ростовской области П. М. Горягину установлен бюст.